# Луна Санчес, Давид
Давид Андрес Луна Санчес (исп. David Andrés Luna Sánchez; род. 27 февраля 1975, Богота) — колумбийский юрист, политический и государственный деятель, министр информационных технологий и связи (2015—2018), сенатор (2022—2025).

## Биография
Родился 27 февраля 1975 года в Боготе, Колумбия. Учился в Национальном университете Росарио, где получил степень в области административного права, а позже поступил в Университет Экстернадо-де-Колумбия, где получил степень магистра в области государственного управления и государственной политики.

## Карьера
Политическую карьеру начал в городском совете Боготы, а в 2006 году был избран депутатом Палаты представителей как член Колумбийской либеральной партии. В мае 2015 года был назначен на пост министра информационных технологий и связи при президенте Хуане Мануэле Сантосе, сохраняя свою должность до апреля 2018 года.
В декабре 2021 года Луна был избран в Сенат Колумбии в качестве основного кандидата от партии Радикальная перемена, а в январе 2025 года объявил о своей отставке для выдвижения независимой кандидатуры на президентских выборах 2026 года.